# Homosexual Law Reform Society
La Société Homosexual Law Reform Society était une organisation qui a fait campagne au Royaume-Uni pour des changements à l'ensemble des lois qui criminalisaient l'homosexualité à l'époque.

## Histoire
En 1954, le gouvernement conservateur a créé un comité départemental chargé d'examiner certains aspects des lois britanniques sur le sexe. Le rapport qui en résulta, le rapport Wolfenden, fut publié le 3 septembre 1957.
Le 5 mars 1958, l'universitaire AE (Tony) Dyson écrit une lettre au Times , publiée le 7, appelant à une réforme de la loi par la mise en œuvre des recommandations du Comité Wolfenden et signée par de nombreuses personnalités dont Clement Attlee, AJ Ayer, Isaiah Berlin, Trevor Huddleston, Julian Huxley, JB Priestley, Bertrand Russell, Donald Soper, Angus Wilson et Barbara Wootton.
La correspondance générée par cette lettre a permis de rassembler les partisans du rapport Wolfenden, ce qui a conduit à la création de la Homosexual Law Reform Society le 12 mai 1958 avec des membres tels que Victor Gollancz, Stephen Spender et le député Kenneth Younger. La plupart des fondateurs n'étaient pas homosexuels.
Des publicités invitant les personnes qui soutenaient le rapport Wolfenden à contacter la Homosexual Law Reform Society ont amené Tony Dyson à être rejoint par Antony Gray, l'homme d'affaires Nigel Bryant et l'architecte Duncan Wright.
En mai 1958, l'association caritative Albany Trust a été créée.
En octobre 1958, l'Albany Trust a ouvert un bureau et le HLRS a pu utiliser ces installations pour son travail de campagne.
La brochure Les homosexuels et la loi (Homosexuals and the Law) a été envoyée aux députés en préparation de leur premier débat sur le rapport Wolfenden. Le premier débat parlementaire a été lancé le 4 décembre 1957 par Frank Pakenham (baron Pakenham, plus tard connu sous le nom de Lord Longford). Cependant, il était devenu clair que le gouvernement avait mis le rapport entre parenthèses et ne prévoyait pas de mettre en œuvre une quelconque réforme. Le lord chancelier, le vicomte Kilmuir, avait déclaré : « Je ne vais pas entrer dans l'histoire comme l'homme qui a légalisé la sodomie ».
Le 12 mai 1960, plus de 1000 personnes ont assisté à la première réunion publique du HLRS à Caxton Hall, dans le centre de Londres.
En 1962, Antony Gray est devenu secrétaire par intérim du HLRS. Au printemps 1963, cela devint un rendez-vous à part entière. Certaines personnes ont remis en question la pertinence de cette nomination puisque Gray était un homosexuel et qu'il vivait avec un autre homme ; on craignait qu'il ne fasse l'objet du même type d'attention policière contre laquelle l'organisation faisait campagne.
Le HLRS a été le plus actif durant la campagne qui a conduit à l'adoption de la loi de 1967 sur les délits sexuels. Par exemple, ils ont fourni des conseils et un soutien à la Dorian Society en Nouvelle-Zélande. Cependant, beaucoup (en particulier la Campagne pour l'égalité des homosexuels et le Gay Liberation Front ) ont estimé que la nouvelle loi n'allait pas assez loin et ont reproché au HLRS ce qu'ils considéraient comme un affaiblissement des propositions du Comité Wolfenden, appelant le HLRS/Albany Trust« une tenue conformiste d'Oncle Toms ».[réf. nécessaire]
En mars 1970, le HLRS est devenue le Sexual Law Reform Society (SLRS) afin de faire campagne pour de nouvelles modifications juridiques, notamment en ce qui concerne l'âge du consentement. En 1974, il a produit un rapport pour le Comité de révision du droit pénal sur l'abaissement de l'âge du consentement à 14 ans, avec l'exigence qu'en dessous de l'âge de 18 ans, la charge de la preuve que le consentement aux activités sexuelles entre les parties incomberait au participant le plus âgé.
Le professeur AJ Ayer qui a été président du HLRS pendant un certain temps fait remarquer : « en tant qu'hétérosexuel notoire, je ne pourrais jamais être accusé de plumer mon propre nid ».

## Bibliograpie
- (en) Antony Grey (en), Quest for Justice: Towards Homosexual Emancipation, Sinclair-Stevenson, Londres, 1992.  (ISBN 1-85619-136-2)
- (en) Antony Grey, Speaking Out: Sex, Law, Politics and Society 1954-95, Cassel, Londres, 1997.  (ISBN 0-304-33340-9)
- (en) Edward Montagu, Wheels Within Wheels: An Unconventional Life, Weidenfeld & Nicolson, 2000.  (ISBN 0-297-81739-6).